# エドワード・ガントレット
エドワード・ガントレット（George Edward Luckman Gauntlett、1868年12月4日 - 1956年7月29日）は、イギリスのウェールズ出身の英語教師、エスペランティスト、音楽家、英国パイプオルガン技師。1941年、日本に帰化した。
教育者として英語、ラテン語、速記などの語学教育のほかに、パイプオルガンの専門家・演奏家として日本のオルガン界に大きな足跡を残した。岡山ではエスペラント語の普及にも務め、山口では秋芳洞の学術調査を進め、海外に紹介した功績者としても知られる。ガントレット式速記法の開発者。

## 来歴・人物
貴族の家系で、ウェールズのスウォンジー生まれ。父親は英国国教会の牧師。大叔父に「ダビデの村に」を作曲したヘンリー・ガントレット。一族には教会音楽家がたくさんいた。地元の小学校を卒業。
母親を早くに亡くしたため、兄弟とともにブライトンの寄宿学校に送られ、5年ほど在学後、建設会社Buknall & Jennings社で働きながら建築と工学を学んだ。また、サウスケンジントン博物館付設の工芸学校のスウォンジー分校でも学びながら、シカゴ大学の通信講座を受け、分校の助手として働いたのち、継母のいとこが米国で働いていたことから渡米したものの、不況で仕事が見つからず、また体力的に建設関連の仕事に就けないことがわかり、カナダのメソジスト教会宣教師チャールズ・イビーによる派遣プログラムで日本に向かった。
1890年（明治23年）8月に横浜に降り立ち、イビーが建てた日本メソジスト教会本郷中央会堂の音楽指導者として働き始めた。ガントレットは会堂にパイプオルガンを導入し、オルガニストとして聖歌隊を指導し、多くのすぐれた音楽家を育てた。オルガニストの後継者に岡野貞一を指名して、唱歌の誕生に間接的だが大きく寄与した。『東京行進曲』を歌った佐藤千夜子も弟子の一人である。
助祭として教会や教会学校の活動に励む一方、1891年から東京高等商業学校や旧制千葉中学校、東洋英和学校、麻布中学校でも英語を教え始めた。1898年には山田恒と結婚した。
1900年に開校したばかりの岡山の第六高等学校 (旧制)英語教師に就任し、6年間在職。1901年には、妻の弟である山田耕筰も岡山に来たが、体の弱かった耕筰の健康を願う恒の考えと、音楽に興味を持つ耕筰を指導してあげようというガントレットの好意からだったとされる。ガントレットは耕筰にオルガンだけでなく山登り、語学、英習字、卓球と多くのことを教えた。
次いで金沢の第四高等学校 (旧制)の英語教師となった。第四高等学校では最初の英語教師でもあったマッケンジー（Daniel R. McKenzie）からエスペラントを紹介されると、短期間でマスターし、家庭講習会や通信教授を行った。
その後、山口高等商業学校英語教師となり、8年6ヶ月山口で過ごした。 その間、中目覚とともに山口県秋芳洞を学術調査し、王立地理学会の会員として海外へ初めて紹介したことでも知られる。また、山口県の長門峡の自然美を世に広める努力をした。
また日本語速記の分野においても、1899年（明治32年）に著した『新式日本語速記術』（全3巻）において後年「ガントレット式」と呼ばれる方式を創案。田鎖綱紀の系統と異なる新方式として、のちの速記法に影響を与えた。さらに、点字の普及やタイプライターの開発にも尽力した。
1919年に東京に転じ立教大学講師として1936年まで在職、英語や音楽などを教えた。また、東京商科大学、文化学院、自由学園、横浜高等商業学校で英語・ラテン語などを教えるほか、日本でのパイプオルガン普及、エスペラント語普及に努め、大きな足跡を残した。
1923年の関東大震災で、東京と横浜のパイプオルガンがほぼ壊滅してしまったが、池袋の立教大学のチャペルにある新しいパイプオルガンはかろうじて生き残り、震災後のオルガン演奏の中心地となっていた。当時、ガントレットは池袋近郊の高田馬場近くに住んでおり、すぐに修理ができた利点もあった。木岡英三郎がヨーロッパから帰国直後の1926年に立教大学のチャペルで帰国後最初の演奏会を開いているが、当時は他に弾けるパイプオルガンと演奏会場がなく、震災後のオルガンの復興はガントレットから始まっている。震災後に東京で残された2台のオルガンのうち、徳川頼貞が私財で麻布飯倉に建てた音楽ホールである南葵楽堂にもう1台のオルガンがあったが、南葵楽堂の建物自体が倒壊し、演奏会場として利用できずに立教大学のチャペルで最初の演奏会が開かれた。
1933年（昭和8年）3月出版の「立教大学一覧」において、この年は、立教大学経済学部教授としてタイプライティングの講義を受け持っていたことが分かっている。
第二次大戦中は軽井沢で暮らしたが、戦後は東京・大久保の日本キリスト教婦人矯風会所有地に家を建てて暮らし、84歳の1953年まで外務省の研修所で新人外交官に英語を教えた。1956年に没し、葬儀は立教大学の教会で行ない、多磨霊園に埋葬された。

## 家族
妻は山田耕筰の姉の山田恒（恒子）。ガントレット恒の名で日本キリスト教婦人矯風会の主力メンバーとして旺盛に活動した。2人は1895年避暑中の軽井沢で出会い、結婚に至った。恒は日本の法的国際結婚による初の英国籍取得者である。
2人の間には二男四女の6人の子供がいた。長男のジョン・オーエン（進駐軍の教育部に技術顧問として勤務。英語に関する著書多数）、長女フランセス（カナダ留学後帰国）、次女キャスリン（英国の修道院附属学校教師）、次男トレバー（記者）、三女ウィンフレッド和子（子爵・土井利章と結婚し、英語教師）、四女ベアトリス・エイミー（宣教師の夫とともに夫の故郷の南アフリカのヨハネスバーグや日本で教会活動）。日本に残ったその子孫にJackie, David, Saikoなどがいる。